# MM62FD EL
MM62FD EL bezeichnet einen Schiffstyp von Doppelendfähren. Von dem Schiffstyp wurden drei Einheiten für die norwegische Reederei Fjord1 gebaut.

## Geschichte
Bauwerft der Schiffe war Havyard Ship Technology in Leirvik i Sogn. Die Rümpfe wurden von der türkischen Werft Cemre Shipyard zugeliefert. Der Schiffsentwurf stammte vom norwegischen Schiffsarchitekturbüro Multi Maritime in Førde.
Alle drei Einheiten wurden 2018 an die norwegische Reederei Fjord1 in Florø abgeliefert. Das Typschiff bedient die Verbindung zwischen Sandvikvåg und Husavik. Die beiden anderen Einheiten wurden für die Verbindung zwischen Brekstad und Valset gebaut, die Fjord1 zum 1. Januar 2019 übernahm.

## Beschreibung
Die Schiffe sind mit einem Hybridantrieb aus Elektro- und dieselelektrischem Antrieb ausgerüstet. Im Normalbetrieb werden die Schiffe elektrisch angetrieben. An den beiden Enden der Fähren ist jeweils eine Propellergondel mit einem Zugpropeller installiert, die von je einem Elektromotor mit 900 kW Leistung angetrieben wird. Die Elektromotoren werden aus Lithium-Ionen-Akkumulatoren gespeist. Die Kapazität der Akkumulatoren beträgt 1590 kWh beim Typschiff und jeweils 1137 kWh bei den beiden Folgebauten.
Für den Notbetrieb steht ein Viertakt-Dieselmotor des Typs Scania DI16 090M mit 640 kW Leistung zur Verfügung, der einen Generator antreibt. Der Motor kann mit Biodiesel betrieben werden.
Die Schiffe sind mit einem System zum autonomen Betrieb ausgestattet, das Kurs und Geschwindigkeit selbständig berechnen und kontrollieren kann.
Die Fähren verfügen über ein durchlaufendes Fahrzeugdeck. Das Fahrzeugdeck ist im mittleren Bereich der Fähren mit den Decksaufbauten überbaut. Die nutzbare Durchfahrtshöhe beträgt 5 Meter. An den Seiten ist die Höhe auf 2,5 Meter beschränkt. Die maximale Achslast auf dem Fahrzeugdeck beträgt 15 t. Das Fahrzeugdeck ist über herunterklappbare Rampen zugänglich.
Oberhalb des Fahrzeugdecks befindet sich ein Deck mit den Aufenthaltsräumen für die Passagiere sowie offenen Deckbereichen. Oberhalb dieses Decks befindet sich ein weiteres Deck, auf das mittig das Steuerhaus aufgesetzt ist.
Den Passagieren stehen an Bord des Typschiffs Automaten für Snacks und Getränke und auf den beiden folgenden Einheiten ein Kiosk zur Verfügung.
Die Fähren können 45 bzw. 50 Pkw befördern. Die Passagierkapazität ist mit 146 bzw. 195 Personen angegeben.

## Schiffe
| MM62FD EL | MM62FD EL | MM62FD EL  | MM62FD EL    | MM62FD EL          |
| Bauname   | Baunummer | IMO-Nummer | Ablieferung  | Strecke            |
| --------- | --------- | ---------- | ------------ | ------------------ |
| Husavik   | 54 / 132  | 9821988    | Juni 2018    | Sandvikvåg–Husavik |
| Austrått  | 55 / 133  | 9821990    | Oktober 2018 | Brekstad–Valset    |
| Vestrått  | 56 / 134  | 9822009    | Oktober 2018 | Brekstad–Valset    |